# Видаль-Наке, Пьер
Пьер Видаль-Наке (фр. Pierre Emmanuel Vidal-Naquet; 23 июля 1930, Париж — 29 июля 2006, Ницца) — французский историк-эллинист, общественный деятель и публицист. Профессор Высшей школы социальных наук, директор Центра имени Луи Жерне. Членкор Британской академии (1999).

## Биография
Родился в еврейской семье. Его отец Люсьен Видаль-Наке участвовал в деле Дрейфуса в качестве адвоката. После оккупации Франции во время Второй мировой войны отец и мать Видаля-Наке участвовали в движении Сопротивления, но в мае 1944 года были арестованы и отправлены в концентрационный лагерь Освенцим, где погибли.
Видаль-Наке окончил колледж Карно в Париже, затем изучал историю в университетах Кана и Лилля. В молодые годы он находился под значительным влиянием сюрреализма и уже в 18-летнем возрасте основал с Пьером Нора, также известным историком в будущем, издание «Imprudence».

## Научные труды
Основные труды Видаля-Наке, начиная с первой книги о Клисфене Афинском (1964), были посвящены истории Древней Греции, в числе лучших среди них — «Чёрный охотник» (1981); особенной популярностью пользовался цикл из трёх книг, написанный совместно с его другом Жаном-Пьером Вернаном: «От мифологического к рациональному» (фр. La Grèce ancienne — Du mythe à la raison; 1990), «Пространство и время» (фр. La Grèce ancienne — L'espace et le temps; 1990) и «Ритуалы перехода и трансгрессии» (фр. La Grèce ancienne — Rites de passage et transgressions; 1992). В содружестве с Вернаном написана и книга «Труд и рабство в Древней Греции» (фр. Travail et esclavage en Grèce ancienne; 2002). Некоторые сочинения Видаля-Наке лежат на грани истории и филологии: таковы, в частности, «Мир Гомера» (фр. Le monde d'Homère; 2002) и «Разбитое зеркало: Афинская трагедия и политика» (фр. Le miroir brisé : tragédie athénienne et politique; 2002). Популярный характер носила последняя книга Видаля-Наке, прослеживавшая историческую судьбу восходящего к Платону мифа об Атлантиде (фр. L'Atlantide. Petite histoire d'un mythe platonicien; 2005).

## Общественная и публицистическая деятельность
Пьер Видаль-Наке был также публицистом, приверженцем социализма и марксизма в их гуманистической редакции; не приемля сталинизм и его наследников, он одно время входил в Объединённую социалистическую партию Франции и симпатизировал посттроцкистской группе «Социализм или варварство». Объединённая социалистическая партия Франции занимала более левые позиции, чем Французская секция Рабочего интернационала, которую Видаль-Наке считал реформистской и колонизаторской (во Французской коммунистической партии он разочаровался ещё после её поддержки расправы над Ласло Райком в Венгрии в 1949 году).
Во время Алжирской войны за независимость он, наряду с Жаном-Полем Сартром и другими, был среди авторов Манифеста 121, призывавшего к кампании гражданского неповиновения против войны; Видалю-Наке принадлежат четыре книги об этой войне, одна из которых красноречиво называлась «Преступления французской армии в Алжире» (фр. Les Crimes de l'armée française Algérie 1954-1962). В алжирских сочинениях Видаля-Наке задействован его опыт историка, что сказывается, прежде всего, в их тщательной документированности.
8 февраля 1971 года Видаль-Наке вместе с Мишелем Фуко и Жаном-Мари Доменаком основал одно из первых новых социальных движений во Франции — «Группу информации о тюрьмах» (фр. Groupe d'information sur les prisons) для борьбы за права заключённых. Он активно выступал за мирное урегулирование палестинского вопроса, став в 2003 году одним из инициаторов открытого письма «Другой голос евреев» (фр. Une autre voix juive), содержащего требование предоставить палестинскому народу возможность создать полноценное государство со столицей в Иерусалиме и называющего израильского премьер-министра Ариэля Шарона «преступным политиком».
Видаль-Наке неоднократно выступал с резкой критикой отрицания Холокоста (равно как и отрицания геноцида армян) и, в частности, был среди самых принципиальных оппонентов Ноама Чомского по поводу Дела Фориссона. Статьи Видаля-Наке по этому вопросу собраны в книге «Убийцы памяти» (фр. Les Assassins de la mémoire; 1995). Он противостоял историческому ревизионизму и в случае с попыткой оправдать французский колониализм в «Законе о колониализме», принятом в парламенте консервативным большинством Союза за народное движение в 2005 году. В конечном итоге, протесты ряда ведущих историков страны, включая Видаля-Наке, заставили президента Ширака ветировать закон в 2006 году.

## Отзывы
Академик Г. М. Бонгард-Левин называл Видаль-Наке выдающимся учёным.

## Публикации на русском языке
- Мишель Фуко (Материалы тюремного проекта 1970—72 гг.) Архивная копия от 14 июня 2007 на Wayback Machine // Индекс/Досье на цензуру. — 1999. — № 7—8. — в том числе «Манифест Информационной группы по тюрьмам» Ж.-М. Доменака[фр.], М. Фуко и П. Видаль-Наке; интервью с М. Фуко и П. Видаль-Наке (1971).
- Пьер Видаль-Накэ. Чёрный охотник. Формы мышления и формы общества в греческом мире. — М.: Ладомир, 2001. — 432 с. ISBN 5-86218-393-0
- Атлантида: краткая история платоновского мифа. — М.: Издательский дом Высшей школы экономики, 2012. — 208 с. — (Исследования культуры.)